# Karate Tiger – The Champions
Karate Tiger – The Champions oder Karate Tiger 10 – The Champions (Alternativtitel: Champions) ist ein US-amerikanischer Martial-Arts-Film aus dem Jahr 1998. 

## Handlung
William Rockman ist ein Vollkontakt-Kampfsportler, der seine Karriere beendete, nachdem er unabsichtlich einen jungen Kämpfer tötete. William war bis dahin regelmäßiger Teilnehmer an einer später verbotenen Wettkampfveranstaltung namens Terminal Combat. Williams Bruder beteiligt sich weiterhin an illegalen Untergrundkämpfe mit hohen Wetteinsätzen. Bei einem Kampf gegen den amtierenden Meister The King wird er im Kampf getötet. William will Vergeltung und tritt bei einem Kampfturnier in Mexiko an, bei dem auch The King teilnimmt. Im Finale treffen die beiden aufeinander.

## Kritiken
Das Lexikon des internationalen Films schrieb, die Inszenierung sei ein „routiniert inszenierter Schwachsinn mit Stereotypen aus dem Genrebaukasten, der seine pausenlosen Prügelszenen mit meditativen Überhöhungen aufzuwerten“ versuche, sich jedoch „vollends der Lächerlichkeit“ preisgebe.